# TV Centro América
A TV Centro América é uma emissora de televisão brasileira sediada em Cuiabá, capital do estado de Mato Grosso. Opera no canal 4 (36 UHF digital) e é afiliada à TV Globo. Pertence à Rede Matogrossense de Comunicação, controlada pelo Grupo Zahran, e que atua nos estados de Mato Grosso do Sul e Mato Grosso, sendo a TV Centro América cabeça de rede para o segundo.

## História
A TV Centro América de Cuiabá foi fundada na década de 60 por Eduardo Elias Zahran, sendo a primeira emissora da cidade, e a segunda do estado, que já contava com a TV Morena em Campo Grande. Sua programação, além de atrações locais, mesclava programas da TV Record, TV Excelsior (até 1969) e Rede Tupi. Em 1976, a emissora torna-se afiliada à Rede Globo, assim como as demais emissoras da Rede Matogrossense de Televisão. Em 1977, a emissora torna-se cabeça de rede para o Mato Grosso, após o desmembramento da porção sul do estado para criação do atual Mato Grosso do Sul.
Em 8 de abril de 2008, todas as emissoras se adequaram às novas regras de Classificação Indicativa do Ministério Público, quando a Rede Globo passou a gerar um sinal alternativo para as emissoras de fuso horário com diferença de uma hora a menos em relação ao Horário de Brasília. O impacto foi percebido principalmente nos horários das novelas e do MTTV 1ª Edição, que deixou de ser exibido às 11 horas passando para às 12:45, após o Jornal Hoje. Em 2011, depois de alguns ajustes na programação da Globo na Rede Fuso, o MTTV 1ª Edição passou a ser exibido ao meio-dia.  Durante os domingos, a programação da Rede Globo permaneceu e permanece em tempo real, devido ao fato dos programas desse dia terem classificação livre ou para maiores de 10 anos. Isso foi até 17 de fevereiro de 2017, quando a emissora anuncia em suas redes sociais a volta da programação em tempo real com o fim das transmissões da Rede Fuso. Com isso seus noticiários passaram a iniciar 1h mais cedo no dia 19 de fevereiro de 2017.
Em abril de 2011, a TV Centro América se integrou ao g1, o Portal de Notícias da Globo, com notícias e informações atualizadas de Mato Grosso.

## Sinal digital
| Canal virtual | Canal digital | Resolução de tela | Programação                                        |
| ------------- | ------------- | ----------------- | -------------------------------------------------- |
| 4.1           | 36 UHF        | 1080i             | Programação principal da TV Centro América / Globo |

A emissora inaugurou seu sinal digital em 16 de dezembro de 2008, sendo a primeira emissora de Cuiabá e a primeira do Mato Grosso a operar na nova tecnologia.
Transição para o sinal digital
Com base no decreto federal de transição das emissoras de TV brasileiras do sinal analógico para o digital, a TV Centro América, bem como as outras emissoras de Cuiabá, cessou suas transmissões pelo canal 4 VHF em 14 de agosto de 2018, seguindo o cronograma oficial da ANATEL.

## Programas
Além de retransmitir a programação nacional da Globo, a TV Centro América produz e exibe os seguintes programas:
- Bom Dia Mato Grosso: Telejornal, com Jaqueline Naujorks e Tiago Terciotty;
- MTTV 1.ª edição: Telejornal, com Cleto Kipper;
- Globo Esporte MT: Jornalístico esportivo, com Flávio Santos;
- MTTV 2.ª edição: Telejornal, com Luzimar Collares;
- É Bem Mato Grosso: Programa de variedades, com Pescuma;
- Mais Agro: Jornalístico sobre agronegócio, com Kátia Krüger.
- Mais Natureza: Programa especializado em Meio Ambiente, com foco na sustentabilidade, retrata o universo dos biomas existentes na região;

Desde 1.º de fevereiro de 2021, a TV Centro América e suas emissoras no interior do estado exibem o telejornal Hora Um da Notícia com delay de uma hora, para veicular o Bom Dia MT em horário acessível ao público, pois o telejornal matutino sofria com as constantes trocas de apresentadores e queda de audiência devido ao fuso horário (os jornais eram exibidos ás 5h locais). A mudança não teve autorização da matriz. Para que isso ocorra, a emissora exibe antes do telejornal o programa Terra da Gente, produzido pela EPTV.